# 556 Phyllis
556 Phyllis eller 1905 PW är en asteroid i huvudbältet, som upptäcktes 8 januari 1905 av den tyske astronomen Paul Götz i Heidelberg. den är uppkallad efter Phyllis i den grekiska mytologin.
Asteroiden har en diameter på ungefär 36 kilometer och tillhör asteroidgruppen Vesta.